# Rio Crasna Veche
O Rio Crasna Veche é um rio da Romênia, afluente do Crasna, localizado no distrito de Satu Mare.